# Молинари, Антонио
Антонио Молинари (итал. Antonio Molinari; 21 января 1655, Венеция, Венецианская республика — 3 февраля 1704, там же) — итальянский живописец и график, сын художника Джованни Баттисты Молинари.

## Биография
Антонио Молинари родился в 1655 году в Венеции, в семье художника Джованни Баттисты Молинари. Он стал учеником своего отца и к 1671 году уже занимался живописью (сохранились счета, по которым в 1671 году было оплачено копирование Антонио девяти картин). Первые самостоятельные работы художника относятся к 1678 году. Молинари-младший создавал картины на библейские и античные сюжеты для особняков венецианских патрициев и церквей. Для его творческой манеры на первом этапе характерны натурализм и эмоциональность, но с 1680-х годов становится больше изящества и мягкости. К концу XVII века Молинари стал одним из самых известных живописцев Венеции.
Молинари умер в Венеции в 1704 году и был похоронен в церкви святой Маргариты. После себя он оставил пять детей: Джироламо, Анджелу Марию, Джован Баттисту Паскуалино, Зуанну Марию и Паулину Катарину. Крупнейшие собрания произведений Молинари (в том числе две большие коллекции графики) хранятся в Лувре и музее Кунстпаласт (Дюссельдорф).
Произведения
- Дарий и его семья перед Александром (1690)
- Юдифь с головой Олоферна (1690)
- Битва кентавров с лапифами (приблизительно 1698)
- Адам и Ева (1701—1704)
- Давид и Авигея